# Новониколаевка (Кетрисановская сельская община)
Новоникола́евка (укр. Новомиколаївка) — село в Кетрисановской сельской общине Кропивницкого района Кировоградской области Украины.
До 2020 года входило в Бобринецкий район
Население по переписи 2001 года составляло 300 человек. Почтовый индекс — 27248. Телефонный код — 5257. Занимает площадь 0,823 км². Код КОАТУУ — 3520885801.